# Мрабти, Керим
Абдулла Керим Мрабти (швед. Abdallah Kerim Mrabti; 20 мая 1994, Стокгольм, Швеция) — шведский футболист, полузащитник клуба «Мехелен» и сборной Швеции.
Отец Керима из Туниса, а мать наполовину шведка, наполовину финка.

## Клубная карьера
Мрабти — воспитанник клуба «Энчёпинг». В возрасте 17 лет он дебютировал за основную команду. В начале 2013 года Керим перешёл в «Сириус». 14 апреля в матче против «Эскильстуна Сити» он дебютировал за новый клуб. 4 мая в поединке против «Умео» Мрабти забил свой первый гол за «Сириус». По итогам сезона Керим помог клубу подняться дивизионом выше. 6 апреля в матче против «Сюрианска» он дебютировал в Суперэттан. В этом же поединке Керим забил свой первый во втором по силе дивизионе Швеции.
В начале 2015 года Мрабти перешёл в «Юргорден». 5 апреля в матче против «Эльфсборга» он дебютировал в Аллсвенскан лиге. 25 мая в поединке против АИКа Керим сделал «дубль», забив свои первые голы за «Юргорден».

## Международная карьера
6 января 2016 года в товарищеском матче против сборной Эстонии Мрабти дебютировал за сборную Швеции, заменив во втором тайме Виктора Клаэссона. В этом поединке он получил разрыв крестообразных связок и выбыл из строя на год.
В 2017 году в составе молодёжной сборной Швеции Мрабти принял участие в молодёжном чемпионате Европы в Польше. На турнире он сыграл в матче против команды Англии, Польши и Словакии.